# Med Hondo
Med Hondo (nascido Abib Mohamed Medoun Hondo, 4 de maio de 1936 — 2 de março de 2019) foi um diretor de cinema, produtor, roteirista, ator e dublador mauritano. Ele imigrou para a França em 1959 e começou a trabalhar com cinema nos anos 1960. Recebeu elogios da crítica por sua estreia como diretor em 1967, o filme Soleil O.
Ativo na dublagem, ele é particularmente conhecido por ser, entre outros, a voz francesa regular de Eddie Murphy e uma voz recorrente de Morgan Freeman e outros atores afro-americanos, incluindo Richard Pryor, Laurence Fishburne em sua estreia ou Carl Weathers. Também é conhecido por ter feito a vozes de Rafiki na série de filmes O Rei Leão, Burro na série de filmes Shrek e Aku na segunda temporada de Samurai Jack.[carece de fontes?]

## Biografia
Hondo nasceu em 4 de 1936 em Atar, na região do Adrar no noroeste da Mauritânia.[carece de fontes?] Era da tribo Barikalla, marabutos do norte. Uma de suas avós era do Mali. Em 1954, Hondo foi para Rabat, no Marrocos estudar para se tornar um chef na Escola Internacional de Hotelaria lá.[carece de fontes?] Ele imigrou para a França em 1959 e encontrou trabalho primeiro em Marselha e depois em Paris, como cozinheiro, lavrador, garçom, estivador e entregador.[carece de fontes?] Lá descobriu que ele e outros imigrantes africanos eram incapazes de encontrar emprego em suas profissões escolhidas, e nos trabalhos servis que conseguiam encontrar, recebiam menos do que os franceses.[carece de fontes?] A dificuldade de ganhar a vida durante este período, bem como o racismo que experimentou, acabou inspirando seus filmes, incluindo Soleil O e Les 'bicots-Nègres' vos voisins.[carece de fontes?]
Hondo começou a ter aulas de atuação e direção, e estudou com a atriz francesa Françoise Rosay, atuando em peças clássicas de Shakespeare, Molière e Jean Racine.[carece de fontes?] Ele não foi capaz de expressar-se plenamente com o repertório francês, e em 1966 formou sua própria companhia de teatro com o ator de Guadalupe Robert Liensol.[carece de fontes?] Nomeada Shango (de Xangô, deus iorubá do trovão), e posteriormente Griot-Shango, a companhia produziu peças que contavam as experiências dos negros, incluindo obras de René Depestre, Aimé Césaire, Daniel Boukman e Guy Menga.[carece de fontes?]
No final dos anos 1960, Hondo começou a assumir pequenos papéis na televisão e nos filmes.[carece de fontes?] Ele começou a aprender o ofício de fazer filmes observando atentamente o trabalho dos outros e começou a trabalhar atrás da câmera.[carece de fontes?] Começou a trabalhar no seu primeiro filme, Soleil O, em 1965.[carece de fontes?] Feito com um orçamento de $30.000, foi financiado pelo trabalho de Hondo como dublador de filmes norte-americanos na França.[carece de fontes?]Soleil O foi exibido durante a Semana dos Críticos do Festival de Cannes de 1970, onde foi aclamado pela crítica.[carece de fontes?] Recebeu um Leopardo de Ouro no Festival Internacional de Cinema de Locarno de 1970.[carece de fontes?] Em 1981 ele foi membro do júri no 12º Festival Internacional de Cinema de Moscou.
Med Hondo explicou em seu site que ele se encontrou com Danny Glover em 1991 e apresentou seu então atual projeto para ele: uma cinebiografia do revolucionário haitiano Toussaint Louverture. Um entusiasmado Glover expressou seu interesse no papel principal, diz Hondo, e em participar da produção, mas depois cortou toda a comunicação com Hondo e o co-escritor Claude Veillot. Hondo depois afirmou que o atual projeto de cinemática de Louverture de Glover, apoiado financeiramente por Hugo Chávez, foi inspirado por seu próprio roteiro original e Hondo endereçou uma carta aberta a Glover na qual ele nega afirmações da empresa "Louverture Films" de Glover que o roteiro era uma comissão paga de Glover para Hondo. Hondo também menciona seu encontro com Glover em uma entrevista em inglês no canal de notícias internacional francês France 24.

## Filmografia

### Ator

#### Cinema
- 1965 : Masculin féminin de Jean-Luc Godard
- 1966 : Un homme de trop de Costa-Gavras
- 1967 : Tante Zita de Robert Enrico
- 1969 : Promenade avec l'amour et la mort de John Huston
- 1975 : Les Ambassadeurs de Naceur Ktari
- 1989 : 1871 de Ken McMullen
- 1996 : La Divine poursuite de Michel Deville
- 2000 : Antilles sur Seine de Pascal Légitimus
- 2006 : Incontrôlable : Rex (voix)
- 2013 : Les Ratés dans la chaudière de Jean-Patrick Lebel (curta-metragem)

#### Televisão
- 1964 : Les Verts Pâturages de Jean-Christophe Averty
- 1965 : Seule à Paris
  - Belphégor ou le Fantôme du Louvre
  - Les Aventures de Bob Morane - episódio Les joyaux du Maharadjah
- 1966 : Retour à Bacoli
- 1974 : Aux frontières du possible - episódio : Le dernier rempart
- 1975 : Jo Gaillard
- 1989 : Commissaire Moulin

### Diretor
- 1967 : Soleil Ô

Balade aux sources (curta-metragem)
- 1969 : Roi de Cordes (curta-metragem)

Partout ailleurs peut-être nulle part (curta-metragem)
- 1973 : Les Bicots-nègres, vos voisins

Mes Voisins (curta-metragem)
- 1975 : Sahel la faim pourquoi ? (documentário)
- 1976 : Nous aurons toute la mort pour dormir
- 1978 : Polisario, un peuple en arme
- 1979 : West Indies ou les nègres marrons de la liberté
- 1986 : Sarraounia (+ produtor e roteirista)
- 1994 : Lumière noire (+ produtor e roteirista)
- 1998 : Watani, un monde sans mal (+ produtor e roteirista)
- 2004 : Fatima, l’Algérienne de Dakar